# باصري هادي (مقاطعة إقليد)
باصري هادي (بالفارسية: باصری هادی) هي قرية تقع في Sedeh District في إيران. يقدر عدد سكانها بـ 298 نسمة بحسب إحصاء 2016.